# Horváth család (muraniczi)
A muraniczi báró Horváth család egy XVII. századból eredő, mára már kihalt, magyar főnemesi család.

## Története
A Horvátországból származó család eredeti neve Moón volt. A családtagok közül Moón Ferenc az első, akit említenek a feljegyzések. Az ő fia volt János szatmári főkapitány, aki 1677-ben muraniczi előnévvel nemességet kapott, majd 1690-ben bárói rangra emelkedett. Bárói címével együtt nevét Horváthra változtatta, utalva ezzel származására. A család Pap községben volt birtokos. Utolsó férfisarja Horváth Gedeon báró volt, akivel 1979-ben szállt sírba a család.

## Címere
Borovszky Samu neves monográfiájában a következő leírást találhatjuk meg:
Czímer: négyelt pajzs szívpajzszsal. Ebben veres mezőben három fehér strucztoll. A szívpajzs fölött, fölfelé nyúló veres csúcsban, ezüst kettős kereszt. A csúcs fölött arany-nap. A nagy pajzs: 1. veresben pánczélos vitéz, három strucztollas sisakkal, jobbjában kétcsúcsú zászlót, baljában alabárdot tart, 2. kékben veres szív, melyből fehér strucztoll nyúlik ki; 3. kékben zöld hármas halom középsőjéből kinövő zöld szárú és levelü fehér liliom; 4. veresben, kétfarkú, koronás, arany-oroszlán, jobbjában levágott török főt hajánál fogva tart. Sisakdísz: I. balra fordult, növő, koronás, arany-oroszlán, jobbjában zöld szárú és levelü fehér liliomot, baljában levágott török főt, hajánál fogva tart; II. növő pánczélos alak, jobbjában zászlót, baljában nyílfegyvert tart.